# Hypselosoma hypselosomatum
Hypselosoma hypselosomatum  (лат.) — вид хищных клопов рода Hypselosoma из семейства Schizopteridae. Эндемики Новой Каледонии (Океания), на высоте 200-250 м. Тело мелкое, компактное, длина около 2 мм. Длина задней голени самцов — 0,74 мм, ширина переднегрудки в среднем 0,87 мм (длина — 0,48 мм).
Лабиум 4-члениковый. 1-й и 2-й членики усиков короткие. Голова направлена вниз, глаза крупные. Гениталии самцов асимметричные. Вид был впервые описан в 2013 году австралийским энтомологом Лайонелом Хиллом (Lionel Hill; Девонпорт, Тасмания, Австралия).